# Dasychira spiruchta
Dasychira spiruchta är en fjärilsart som beskrevs av Collenette 1954. Dasychira spiruchta ingår i släktet Dasychira och familjen tofsspinnare. Inga underarter finns listade i Catalogue of Life.